# Soyouz TM-31
Soyouz TM-31 est la première mission du programme Soyouz à destination de la Station spatiale internationale. Elle emmène trois membres de l'Expédition 1, la première mission de longue durée à bord de la nouvelle station. Elle est lancée le 31 octobre 2000 depuis le cosmodrome de Baïkonour.

## Équipage
Décollage : 
- Iouri Guidzenko (2)
- Sergueï Krikaliov (5)
- William Shepherd (4)

Atterrissage :
- Talgat Moussabaïev (3)
- Iouri Batourine (2)
- Dennis Tito (1) - Touriste (USA)

## Points importants
1re expédition vers l'ISS.